# Bangladeschische Badmintonmeisterschaft 2001
Die Bangladeschische Badmintonmeisterschaft 2001 war die 24. Austragung der nationalen Titelkämpfe im Badminton in Bangladesch.

## Sieger und Finalisten
| Disziplin    | Gold                                           | Silber                                             |
| ------------ | ---------------------------------------------- | -------------------------------------------------- |
| Herreneinzel | Ahsan Habib Parash (Bogura)                    | Rasel Kabir Sumon (Biman)                          |
| Dameneinzel  | Alina Begum (Biman)                            | Ayesha Khatun Nuri (Biman)                         |
| Herrendoppel | Mostofa Mohammed Jabed Sarwar Hossain (Biman)  | Mohammad Jakaria Ahsan Habib Parash (Bogura)       |
| Damendoppel  | Alina Begum Ayesha Khatun Nuri (Biman)         | Konika Rani Adhikary Sharmin Akthar Momo (Biman)   |
| Mixed        | Rasel Kabir Sumon Konika Rani Adhikary (Biman) | Mostofa Mohammed Jabed Sharmin Akthar Momo (Biman) |